# Angels of the Apocalypse
Angels of the Apocalypse é o segundo álbum do projeto de power metal Avalon, encabeçado pelo guitarrista finlandês Timo Tolkki (ex-Stratovarius, ex-Revolution Renaissance, ex-Symfonia). Foi lançado em 16 de maio de 2014 pela Frontiers Records e novamente trouxe vários vocalistas e instrumentistas convidados.
Angels of the Apocalypse é a segunda parte da trilogia criada por Timo, com o álbum anterior The Land of New Hope sendo a terceira parte da história.
A vocalista Elize Ryd do Amaranthe voltou a cantar no disco, sendo a única recorrência, já que todo restante do elenco foi reformado: Floor Jansen (Nightwish, ReVamp) e  Fabio Lione (Rhapsody of Fire, Angra) cantaram a maior parte do disco, sendo estes cantores acompanhados por: David DeFeis (Virgin Steele), Simone Simons (Epica), Caterina Nix (cantora solo chilena cujo álbum de estreia produzido pelo próprio Timo Tolkki) e Zachary Stevens (ex-Savatage, Circle II Circle).

## Contexto e gravação
O álbum começou a ser composto em agosto de 2013 na Grécia, para onde Timo viajou para buscar inspiração.
Em outubro do mesmo ano, Timo lançou um site para o projeto no qual ele anunciou o álbum, provisoriamente intitulado Avalon II. Timo também anunciou que trabalharia com os ex-colegas de banda do Stratovarius, Tuomo Lassila (bateria) e Antti Ikonen (teclados).
No fim de janeiro, Timo revelou o nome do disco e o elenco restante. Timo também anunciou que ele organizaria um concurso de tecladistas e guitarristas, com os vencedores ganhando uma oportunidade de solar com ele em uma das faixas.
Novamente, a capa foi feita pelo artista francês Stanis W. Decker.
Timo afirma ter criado algumas canções com cantores específicos em mente. A faixa-título terá por volta de dez minutos de duração. Ele também descreveu o som do álbum como sendo "mais sombrio e pesado" que o predecessor, o que foi necessário devido às "cenas apocalípticas descritas nas letras".

## Faixas
Todas as faixas escritas e compostas por Timo Tolkki. 
| N.º            | Título                                             | Vocalista convidado                                  | Duração |  |
| 1.             | "Song for Eden" (Canção para Éden)                 | Fabio Lione                                          | 0:46    |  |
| 2.             | "Jerusalem is Falling" (Jerusalém Está Caindo)     | Fabio Lione                                          | 5:19    |  |
| 3.             | "Design the Century" (Desenhe o Século)            | Floor Jansen                                         | 4:25    |  |
| 4.             | "Rise of the 4th Reich" (Ascensão do 4º Reich)     | David DeFeis                                         | 4:43    |  |
| 5.             | "Stargate Atlantis" (Stargate Atlântida)           | Fabio Lione                                          | 3:51    |  |
| 6.             | "The Paradise Lost" (O Paraíso Perdido)            | Floor Jansen                                         | 4:16    |  |
| 7.             | "You'll Bleed Forever" (Você Sangrará Para Sempre) | Floor Jansen                                         | 5:44    |  |
| 8.             | "Neon Sirens" (Sirenes de Neon)                    | Zachary Stevens                                      | 4:42    |  |
| 9.             | "High Above Me" (Bem Acima de Mim)                 | Caterina Nix, Elize Ryd, Simone Simons               | 5:20    |  |
| 10.            | "Angels of the Apocalypse" (Anjos do Apocalipse)   | Floor Jansen, Caterina Nix, Elize Ryd, Simone Simons | 9:07    |  |
| 11.            | "Garden of Eden" (Jardim do Éden)                  | (instrumental)                                       | 2:10    |  |
| Duração total: | Duração total:                                     | Duração total:                                       | 50:23   |  |

## Músicos
- Timo Tolkki - Guitarras, baixo, teclados
- Tuomo Lassila (ex-Stratovarius) - Bateria
- Antti Ikonen (ex-Stratovarius) - Teclados

### Vocalistas
- David DeFeis (Virgin Steele)
- Floor Jansen (Nightwish, ReVamp)
- Fabio Lione (Rhapsody of Fire, Angra)
- Caterina Nix
- Elize Ryd (Amaranthe)
- Simone Simons (Epica)
- Zachary Stevens (ex-Savatage, Circle II Circle)

### Membros adicionais
- Orquestrações: Nicholas Jeudy[6]